# Berner Oberland
Berner Oberland är ett höglandsområde i södra delen av kantonen Bern i Schweiz. Här ingår bland annat området runt Thunsjön, Brienzsjön och dalarna runt Bernalperna. Områdets gränser sammanfaller med förvaltningsregionen Oberland.

## Geografi och kommunikationer
Berner Oberland avvattnas av Aare och dess bifloder ovanför och kring Thun. Området sydväst om Saanenmöser-passet avvattnas av Saane. Andra viktiga passvägar är Brünigpasset till Obwalden, Sustenpasset till Uri liksom Grimselpasset till Valais. Det finns motorvägar från Bern och Luzern och en biltåg-förbindelse från Goppenstein i Valais. På vintern stängs många bergspassvägar. 
Kollektivtrafiken som utförs med järnväg, buss, bergbana, linbana och båt, är mycket väl utbyggd. De normalspåriga huvudlinjerna Bern–Thun–Spiez–Interlaken och Bern–Thun–Spiez–Visp har internationella tågförbindelser. 

## Historia
Vid Lötschenpasset har man gjort fornfynd från stenåldern. Under romartiden bosatte man sig längs sjöarna. Senare vandrade allemanner in, varav en del vandrade vidare in i Valais. 
På 1300-talet erövrade staden Bern området för att kunna kontrollera passvägarna. Vid denna tid började ortsbefolkningen koncentrera sig på att föda upp boskap som såldes i Italien eller norr om Alperna för att köpa spannmål. Trots flera uppror behöll Bern makten. Under den kortlivade Helvetiska republiken var dock Berner Oberland en egen kanton Oberland. 
Under 1800-talet tilltog turismen, främst från Storbritannien. Så småningom byggdes infrastrukturen ut. Ett exempel är bergbanan till Jungfraujoch vars ändstation, som ligger 3454 m ö.h., invigdes 1912. Det anlades även flera vattenkraftverk.

## Förvaltning
Efter kantonen Berns förvaltningsreform år 2010 är Oberland en förvaltningsregion (tyska: Verwaltungsregion) bestående av fyra förvaltningsdistrikt (tyska: Verwaltungskreise)
- Frutigen-Niedersimmental
- Interlaken-Oberhasli
- Obersimmental-Saanen
- Thun

Före reformen var Berner Oberland indelat i sju distrikt (tyska: Amtsbezirke):
- Frutigen
- Interlaken
- Niedersimmental
- Oberhasli
- Obersimmental
- Saanen
- Thun

## Språk
Liksom i hela tyskspråkiga Schweiz talas schweizertyska – allemanniska dialekter som starkt avviker från det tyska standardspråket. De allra flesta människor under 50 kan dock prata standardtyska. Den dialekt som talas i Berner Oberland tillhör gruppen högstalemanniska mål.

## Turism
Berner Oberland är välkänt för såväl alpin skidåkning, bergsvandring som bergsbestigning. Bland turistorter kan nämnas Interlaken, Wengen, Adelboden och Gstaad. Vissa orter, som Wengen och Mürren kan inte nås med privatbil. Här finns en turistberättelse med många bilder om Berner Oberland.